# Claudia Angelmaier
Claudia Angelmaier (* 1972 in Göppingen) ist eine deutsche Fotografin.

## Leben
Claudia Angelmaier absolvierte von 1992 bis 1994 ein Studium der Geografie und Anglistik in Erlangen-Nürnberg und Heidelberg. Anschließend erwarb sie den akademischen Grad Magistra artium in Kunstgeschichte an der TU Berlin. 2001 studierte sie an der Hochschule für Grafik und Buchkunst Leipzig in der Klasse von Timm Rautert, bei dem sie auch ein Meisterschülerstudium erwarb.
Angelmaier lebt und arbeitet in Leipzig.

## Einzelausstellungen
- 2013 Portrait, Parrotta contemporary Art, Stuttgart
- 2011 Reprinted, Münchener Stadtmuseum
- 2010 Rear-view figures, Galerie Kleindienst, Leipzig
- 2009 L'image et l'objet, Landesgalerie Linz
- 2009 Collection, Galerie Junges Forum, Wiesbaden
- Works on Paper, Galerie Alexandra Saheb, Berlin
- 2007 Color and Gray, anlässlich der Verleihung des Kunstpreises der Leipziger Volkszeitung im Museum der bildenden Künste Leipzig
- 2006 Rot, Gelb und Blau, Galerie Kleindienst, Leipzig

## Ausstellungsbeteiligungen
- 2015 Photo-Poetics: An Anthology, in der Deutsche Bank Kunsthalle

## Stipendien / Preise
- 2010 Projektförderung der Kulturstiftung des Freistaates Sachsen
- 2009 Leopold Godowsky, Jr. Color Photography Award
- 2009 Aufenthaltsstipendium des Goethe Instituts in Helsinki
- 2008 Stipendium der Kulturstiftung des Freistaates Sachsen
- 2007 Kunstpreis der Leipziger Volkszeitung
- 2006 Alfried Krupp von Bohlen und Halbach-Stipendium

## Bibliografie
- 2009 Claudia Angelmaier - L'image et l'objet, Katalog
- 2008 Close the Gap - Studium bei Timm Rautert u. a.
- 2007 Claudia Angelmaier - Color and Gray, Katalog
- 2005 Vor aller Augen, Fotografien aus Leipzig, Meisterschüler von Timm Rautert
- 2004 Kalte Herzen, Meisterschüler von Timm Rautert